# 설명적 간극
설명적 간극(Explanatory gap) 또는 설명적 간격은 심리철학에서 물리주의 철학이 어떻게 물리적 특성이 사물이 경험될 때 주관적으로 느끼는 방식을 발생시키는지를 설명하는 데 어려움이 있다는 것이다. 철학자 조셉 레빈(Joseph Levine)이 도입한 용어이다. 그가 이 용어를 처음 사용한 1983년 논문에서 그는 "통증은 C군 섬유의 발사이다"라는 문장을 예로 들어 이 문장이 생리학적 의미에서는 타당할 수 있지만 고통이 얼마나 느껴지는지 이해하는 데는 도움이 되지 않는다는 점을 지적했다.
설명적 간극은 수십 년 동안 철학자와 AI 연구자들 모두를 짜증나게 하고 흥미를 불러일으켰으며 상당한 논쟁을 불러일으켰다. 이러한 간극을 해소하는 것(즉, 경험과 감각질에 대한 만족스러운 기계적 설명을 찾는 것)은 "어려운 문제"로 알려져 있다.
간극이 없는 현상의 예로는 회로나 소프트웨어와 같은 물리적 구성 요소만으로 적절하게 설명할 수 있는 현대 컴퓨터의 동작이 있다. 대조적으로, 많은 정물이원론자들(예: 르네 데카르트, 데이비드 차머스)은 주관적인 의식 경험이 물리적 세계 외부(이원론)에 있거나 아직 알려지지 않은 물리적 현상으로 인한 또 다른 원인을 요구하는 별도의 효과를 구성한다고 생각한다. (예: 양자심리, 간접 실재론 참고).
이원론 지지자들은 마음이 뇌와 실질적으로나 질적으로 다르며 "간극을 메우기" 위해서는 형이상학적으로 물리적이지 않은 무언가의 존재가 필요하다고 주장한다. 마찬가지로 어떤 사람들은 의식적 경험에 관해 더 많은 사실, 즉 세상의 물리적 사실로부터 논리적으로 따르지 않는 사실이 있다고 주장한다. 예를 들어, 그들은 빨간색을 보는 경험이 세상의 물리적 사실로부터 논리적으로 나오지 않는다고 주장한다.

## 같이 보기
- 동물 의식
- 맹시
- 인과관계
- 의식 (심리철학)
- 설명
- 기능주의 (심리철학)
- 유물론
- 마음
- 심신 문제
- 철학적 좀비
- 심리철학
- 감각질
- 환원주의
- 역공학
- 유아론
- 튜링 테스트
- 생기론